# Apol·lònia d'Etòlia
Apol·lònia (en llatí Apollonia, en grec antic Ἀπολλωνία, "Apollonía") era una ciutat etòlia situada a la frontera, prop de la ciutat de Naupacte. En parla Titus Livi. Esteve de Bizanci la fa correspondre amb la ciutat de Ciparíssia, que menciona Homer.